# Troisdorf
Troisdorf (spreek uit: Troosdorf) is een stad en gemeente in de Duitse deelstaat Noordrijn-Westfalen, gelegen in de Rhein-Sieg-Kreis. De gemeente telt 74.994 inwoners (31 december 2020) op een oppervlakte van 62,18 km².

## Stadsdelen
Troisdorf bestaat uit 12 stadsdelen, tevens Ortschaften:
| Stadsdeel                 | Bevolking |
| ------------------------- | --------- |
| Altenrath                 | 2.276     |
| Bergheim                  | 5.708     |
| Eschmar                   | 3.142     |
| Friedrich-Wilhelms-Hütte  | 7.112     |
| Kriegsdorf                | 3.179     |
| Troisdorf-Mitte (centrum) | 17.018    |
| Müllekoven                | 1.835     |
| Oberlar                   | 6.106     |
| Rotter See                | 3.863     |
| Sieglar                   | 8.739     |
| Spich                     | 13.031    |
| Troisdorf-West            | 5.616     |

Bron bevolkingscijfer: Gemeentewebsite Troisdorf. Peildatum: 31 december 2018. Tweede-woningbezitters zijn in deze cijfers inbegrepen.

## Ligging, infrastructuur
Troisdorf ligt aan de rechteroever (oostoever) van de Rijn en aan de Sieg tussen Keulen en Bonn.
De Luchthaven Köln-Bonn grenst onmiddellijk aan de stad.
Belangrijke hoofdverkeerswegen in of nabij Troisdorf zijn onder andere:
- De Autobahn A59 afrit 38 Troisdorf, en meer noordelijk afrit 37 Spich
- De Autobahn A560, ten zuiden van de stad, afrit 2 Sankt Augustin
- De Bundesstraße 8, dwars door de stad
- De Bundesstraße 56 bij Siegburg aan de zuidoostgrens van de gemeente.

Spoorverbindingen, zie:
- Station Troisdorf
- Station Spich, 3 km dichter bij Keulen

## Economie
In Troisdorf is een sterk uiteenlopende industrie en andere bedrijvigheid gevestigd. Vooral chemische industrie en transport-, opslag- en logistieke bedrijven zijn economisch van belang in de gemeente. Dynamit Nobel uit Troisdorf ging in 1972 een samenwerkingsovereenkomst aan met de N.V. Nederlandse Springstoffenfabriek, waarbij een gezamenlijke werkmaatschappij werd opgericht, Muiden Chemie genaamd.

## Bezienswaardigheden
- Prentenboekenmuseum (Bilderbuch-Museum) in kasteel Burg Wissem. In een aangrenzend gebouw is het historisch museum Museum für Stadt- und Industriegeschichte Troisdorf (MUSIT) gevestigd. In het park van het kasteel is o.a. een zgn. Erfahrungsfeld der Sinne (waarnemingsveld der zintuigen), ingericht; voor (Duitstalige) uitleg hiervan zie onderstaande link.
- Natuurgebied Wahner Heide
- De parkachtige en aan de Wahner Heide grenzende omgeving van kasteel Haus Broich bij Spich. Kasteel Haus Broich zelf huisvest het kantoor van een reclamebureau en is niet toegankelijk voor publiek.

## Belgische strijdkrachten in Duitsland
In Troisdorf (stadsdelen Spich en Altenrath) was sinds het einde van de Tweede Wereldoorlog een garnizoen gelegerd van de Belgische Strijdkrachten in Duitsland; in 2002 is Troisdorf-Spich als laatste ontruimd.

## Geboren
- Wilhelm Hamacher (1883-1951), politicus
- Max Hoff (1982), kanovaarder
- Anne Menden (1985), actrice en zangeres
- Lena Schöneborn (1986), triatleet
- Sabine Lisicki (1989), tennisster
- Mario Engels (1993), voetballer
- Matthias Hamrol (1993), voetballer
- Sinan Bakış (1994), Turks-Duits voetballer
- Malcolm Cacutalua (1994), voetballer
- Mitchell Weiser (1994), voetballer
- Atakan Akkaynak (1999), voetballer

## Stedenbanden
- Évry in Frankrijk sedert 1972
- Genk in België sedert 1990
- Heidenau in Saksen sedert 1990
- Redcar and Cleveland in het Verenigd Koninkrijk sedert 1990
- Nantong in China sedert 1997
- Mushtisht[3], in Kosovo sedert 2001
- Özdere[4], in Turkije sedert 2004
- Korfoe of Kerkyra (Griekenland), sedert 1996

## Afbeeldingen

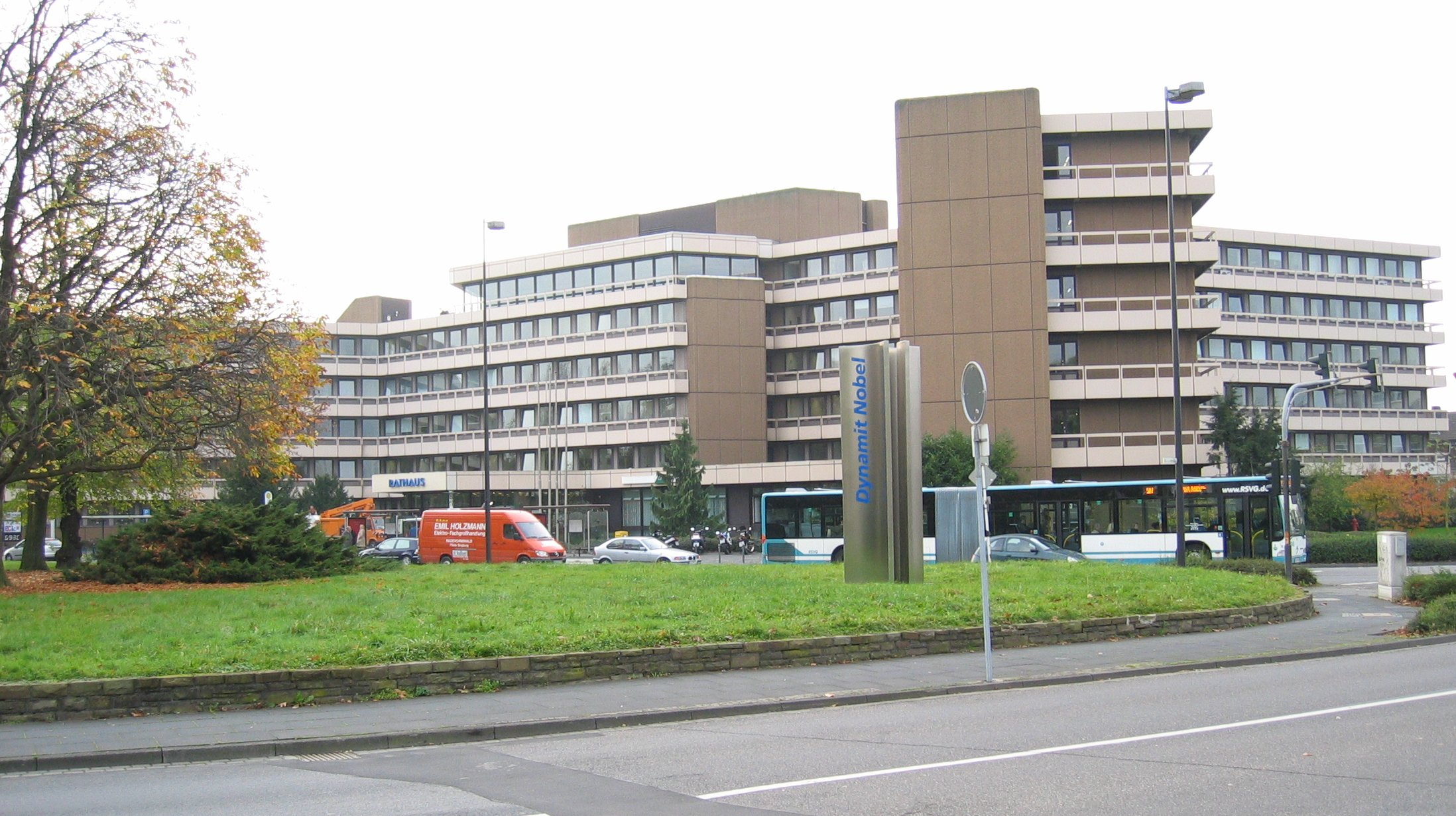
Gemeentehuis
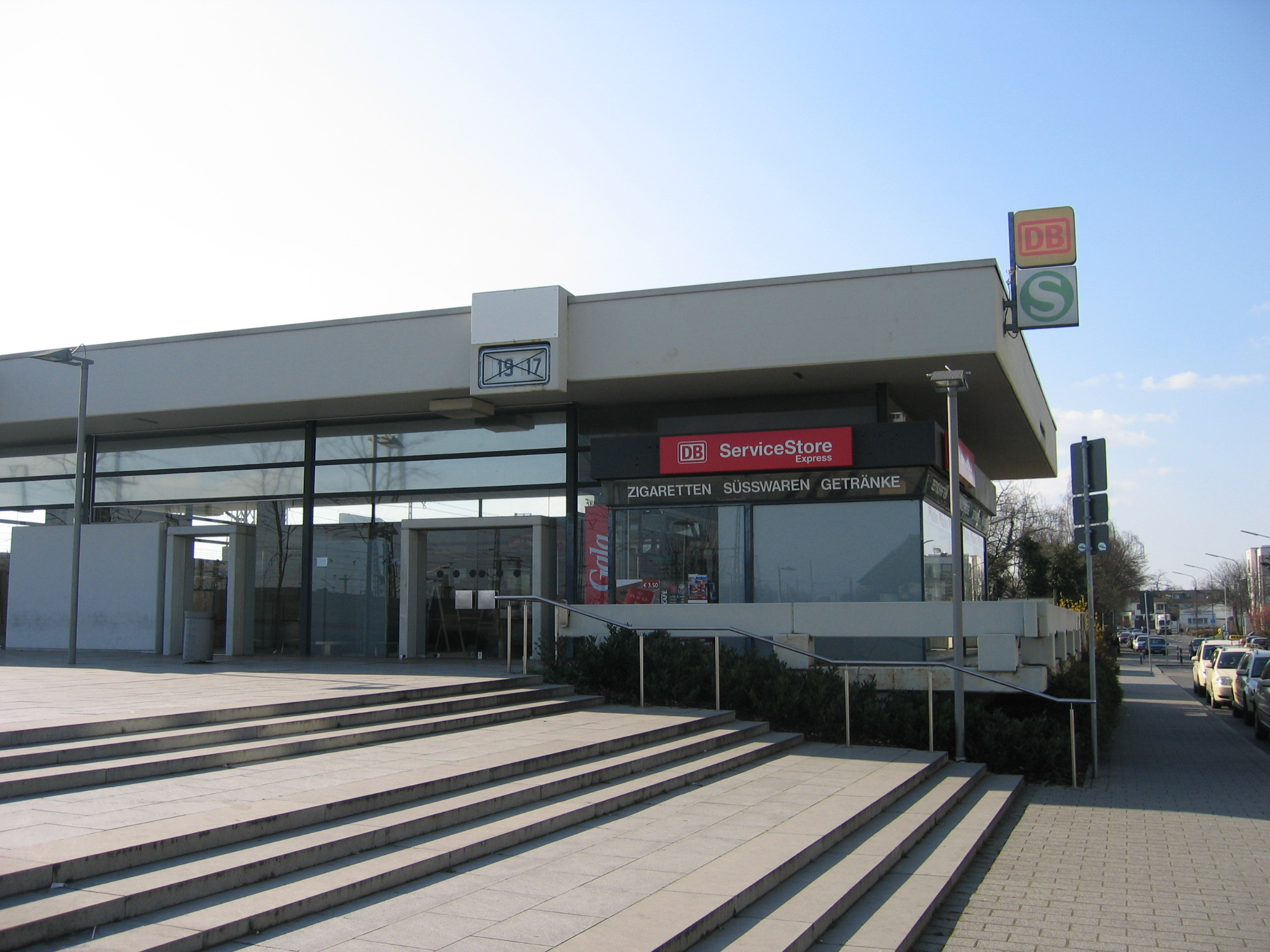
Station
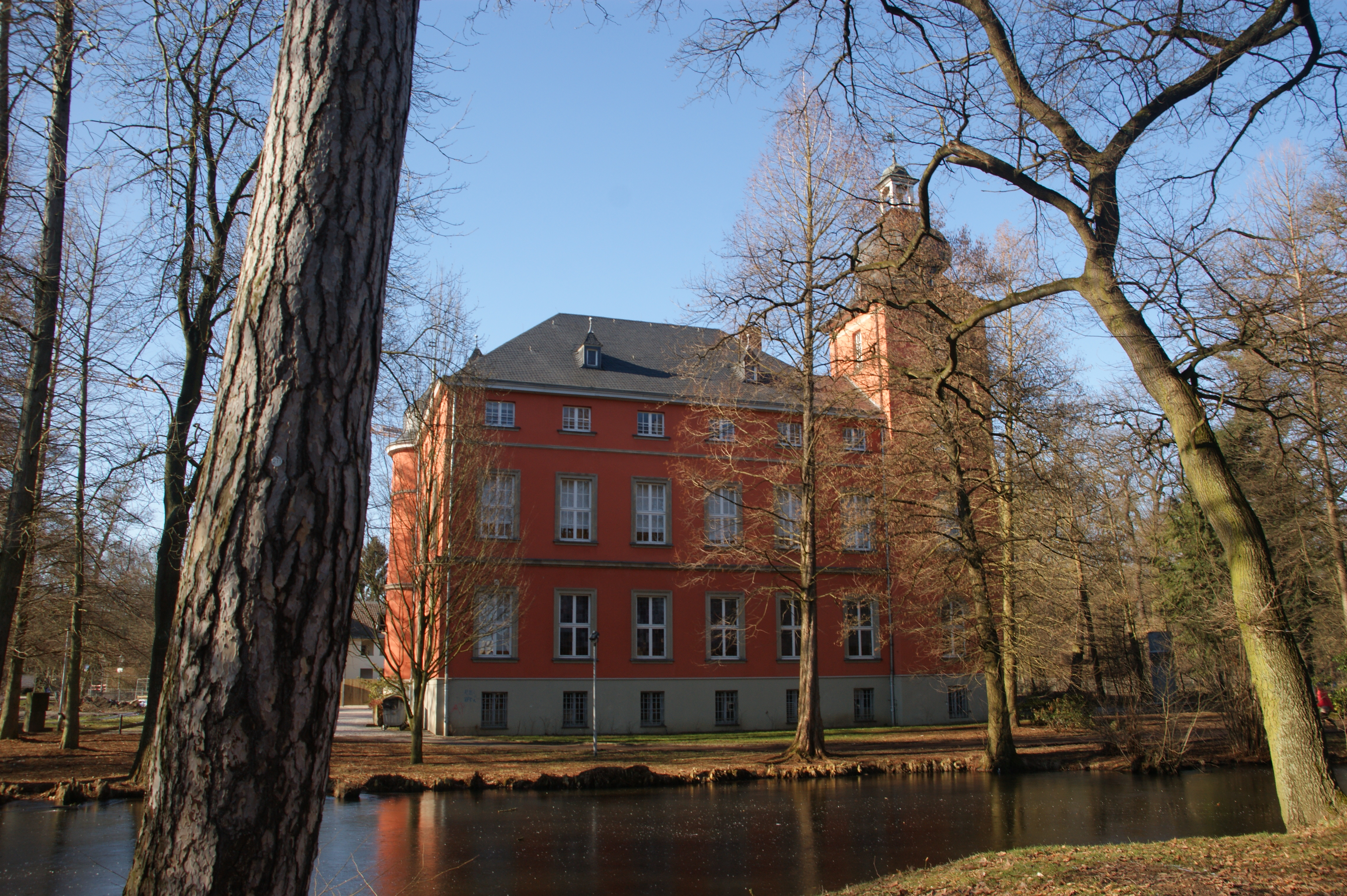
Burg Wissem
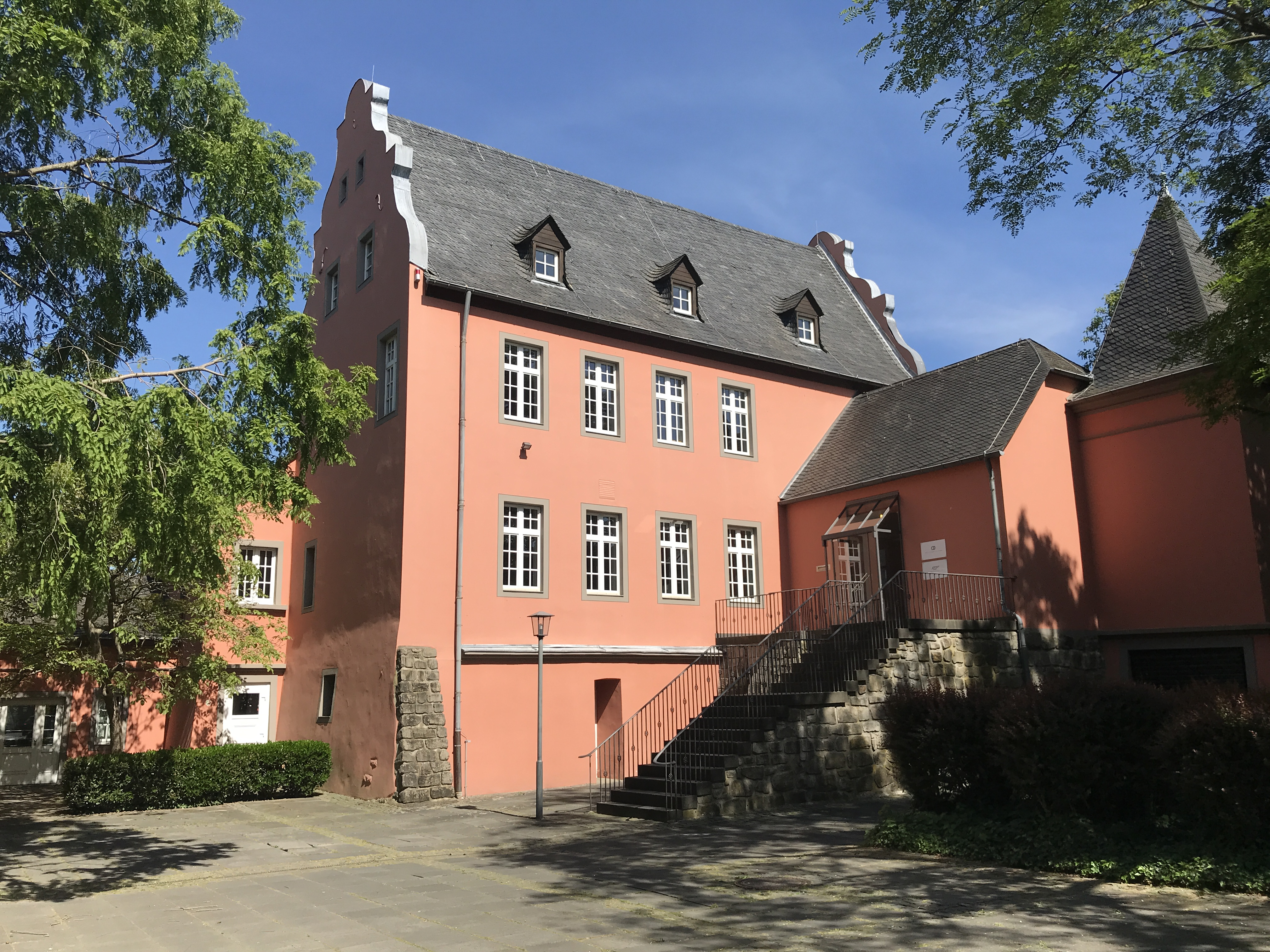
Kasteel Haus Broich
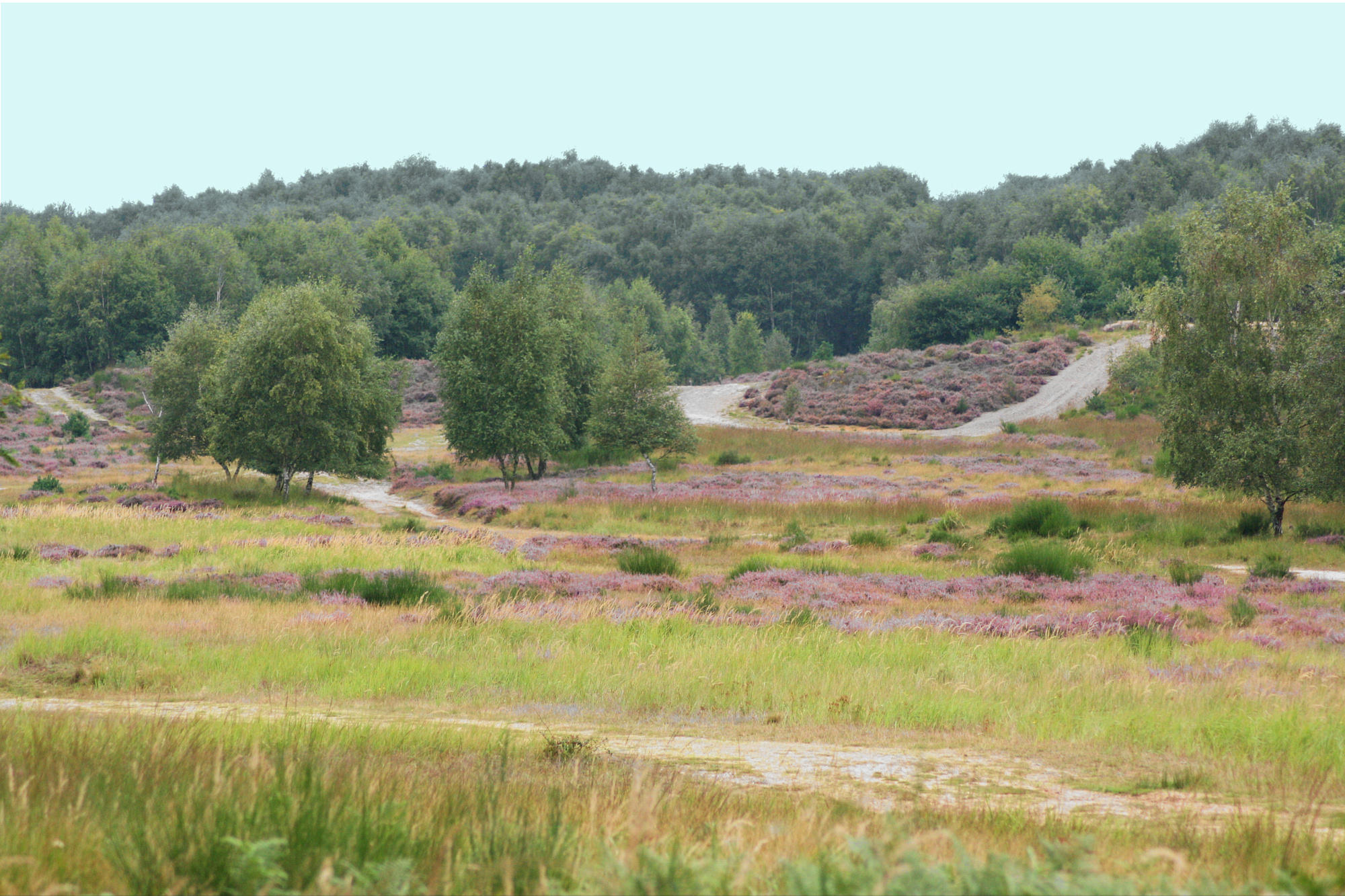
Wahner Heide
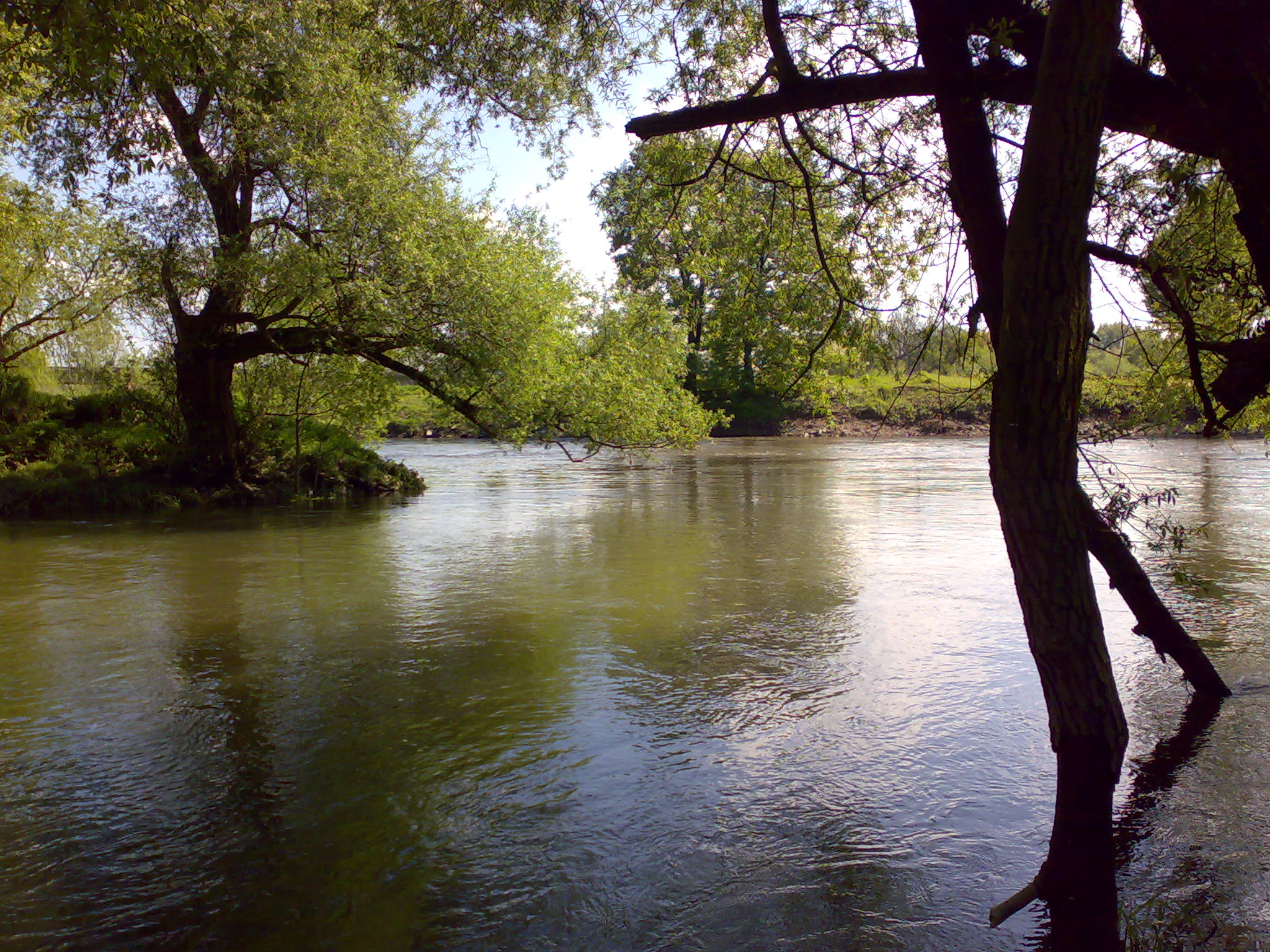
Uitmonding van de Agger in de Sieg